# Saša Vuga
Saša Vuga, född 8 februari 1930, död 25 december 2016, var en slovensk författare, dramaturg och redaktör.

## Liv och verk
Saša Vuga föddes den 8 februari 1930 i Most na Soči. Efter gymnasiet studerade han slovenska och litteraturvetenskap i Ljubljana. Därefter arbetade han som programledare på Radio Ljubljana och senare som programpresentatör.
1961–1989 var han dramaturg och redaktör för dramaredaktionen på RTV Ljubljana. Han har studerat på universitetet i Perugia i Italien. Han har också, med stöd från slovenska staten, producerat radiopjäser i Polen 1962.
Det första verk av Saša Vuga  som publicerades är ungdomsberättelsen Škorenjček Matevžek som kom ut 1955. Han har också skrivit flera romaner och novellsamlingar samt TV- och radiopjäser. Han har även samarbetat med tidskrifter som Mladinskij reviji och Besedi.
Saša Vuga skriver en neorealistisk, stiliserande prosa och dramatik. Hans språk är originellt och rikt på metaforer. Han anses vara en pionjär vad gäller en ny teatergenre, nämligen slovensk TV-teater. 1969 utkom en samling av hans TV-pjäser i en bok med titeln Rekviem za Heroji (Requiem för hjältar). Det var första gången TV-pjäser gavs ut i bokform i Slovenien.
Saša Vuga  har tilldelats Prešerenpriset, och fick 2010 ta emot ett förtjänsttecken i guld av Sloveniens president.

## Verk i urval

### Romaner
- Veter nima cest (Vinden har inga vägar) 1958
- Vseenost 1972
- Erazem Predjamski 1978
- Testenine bivših bojenikov (F.d. krigares makaroner) 1980
- Krtov kralj (Mullvadens kung) 1987
- Na rožnatem hrbtu faronike 1999
- Sij s kačjih rid 2003
- Kobariško zrcalo 2007

### Novellsamlingar
- Račke po vodi plavajo (Ankorna simmar i vattnet) 1961
- Zarjavale medalje (Rostiga medaljer) 1966

### Ungdomsberättelse
- Škorenjček Matevžek

### TV-pjäser
- Rekviem za heroje (Requiem för hjältar) 1966
- Balada o temi (Ballad om mörker) 1967
- Bernardek 1967
- Gorupja bajta 1975
- Rajni takrat 1985
- Povest o belem zajcu (Berättelse om en vit kanin) 1990
- Maronij Pilla 1992
- Steza do polnoči (Vägen till midnatt) 1993